# Daniel Oster
Pour les articles homonymes, voir Oster (homonymie).
Daniel Oster, né le 15 mai 1938 à Paris où il est mort le 15 avril 1999, est un écrivain français.

## Biographie
Agrégé de lettres modernes et docteur ès lettres, Daniel Oster est historien de la littérature et spécialiste, entre autres, des  XIXe et XXe siècles. Outre son œuvre littéraire qui comporte des romans, récits et essais, il participe à l'élaboration et l'édition de nombreux textes.
De 1971 à 1980, il collabore aux Nouvelles littéraires, et de 1985 à 1999 à La Quinzaine littéraire.
Tout en publiant, il exerce diverses fonctions au sein du milieu littéraire et artistique. Il est membre du bureau de lecture de France Culture, membre du conseil d'administration de la Cité internationale universitaire de Paris, membre puis trésorier de l'association pour les célébrations nationales et membre de la commission de littérature du Centre national du livre.

## Distinction
- Chevalier de l'Ordre national du Mérite[2]
- Prix Bordin 1982 de l’Académie française pour Monsieur Valéry
- Prix Henri Mondor 1997 de l’Académie française pour La Gloire

## Œuvres

### Romans et récits
- Des lieux inhabitables, Seuil, 1964.
- Une terreur précieuse, Seuil, 1966.
- On ne se refait pas, Seuil, 1969.
- L'Ouverture des terres, Seuil, 1973.
- Dans l'intervalle, P.O.L, 1987.
- Stéphane, P.O.L, 1991.
- La Gloire, P.O.L, 1997.
- Apocalypses, P.O.L, 1999.
- Rangements, P.O.L, 2001.

### Essais
- Jean Cayrol et son œuvre, Seuil, 1968.
- Histoire de l'Académie française, éd. Vialetay, 1970.
- Maurice Genevoix, éd. Classiques Didier, 1972.
- Jean Cayrol, Seghers, 1973.
- Guillaume Apollinaire, Seghers, 1978.
- Monsieur Valéry, Seuil, 1981.
- Passages de Zénon, Seuil, 1983.
- La Vie parisienne. Anthologie des mœurs du XIXe siècle, avec Jean M. Goulemot, Sand-Conti, 1989.
- Gens de lettres, écrivains et bohèmes. L'imaginaire littéraire 1630-1900, avec Jean M. Goulemot, éd. Minerve, 1992.
- Le lépreux, P.O.L., 1993
- Gaffes, éd. Talus d’approche, 1996.
- L'individu littéraire, PUF, 1997.

### Poésie
- Les aventures du capitaine Cook, Seghers, 1979.
- Nékuïa Ulysse, éd. Fin de siècle, 1992.

### Littérature jeunesse
- Une maison à histoires, Nathan, 1988.
- Mon premier livre de comptines, Larousse, 1991.